# Verzorgingsplaats Wellerzand
Verzorgingsplaats Wellerzand is een verzorgingsplaats langs de A6 Muiderberg-Joure tussen afritten 16 en 17 ter hoogte van het Kuinderbos, in de Nederlandse gemeente Noordoostpolder. Het tankstation was in handen van Esso maar is na de veiling in 2010 overgegaan naar Shell.
Richting Joure:
Lepelaar · 
Oeverwal · 
De Abt · 
Wellerzand · 
De Lanen
Richting Muiderberg:
De Wiel · 
Lemsterhop · 
Han Stijkel · 
Rivierduin · 
Aalscholver